# Cyprus International (бадмінтон)
Cyprus International — щорічний міжнародний бадмінтонний турнір, який проходить на Кіпрі з 1987 року. Змагання не відбувалися у 1994 році.
Входить до складу European Badminton Circuit.

## Переможці
| Рік  | Чоловічий одиночний | Жіночий одиночний   | Чоловічий парний                            | Жіночий парний                        | Змішаний парний                     |
| ---- | ------------------- | ------------------- | ------------------------------------------- | ------------------------------------- | ----------------------------------- |
| 1987 | Петер Аксельссон    | Ніна Сундберг       | Петер Аксельссон Стефан Аксельссон          | Ніна Сундберг Ульріка фон Пфалер      | Петер Аксельссон Ульріка фон Пфалер |
| 1988 | Ніколас Піссіс      | Крістін Гітлі       | Панаойттіс Пупас Афос Шіакалліс             | Матільда Кадзанцяк Софія Кіпріану     | Андрос Кіпріану Крістін Гітлі       |
| 1989 | Володимир Сєров     | Ірина Сєрова        | Володимир Сєров Володимир Смолін            | Тетяна Ареф'єва Ірина Сєрова          | Володимир Сєров Ірина Сєрова        |
| 1990 | Стоян Іванчев       | Діана Філіпова      | Іван Добрев П. Стоянов                      | Діана Філіпова Анета Стамболійська    | Іван Добрев Діана Філіпова          |
| 1991 | Томаш Мендрек       | Нелі Недялкова      | Анатолій Скрипко Стоян Іванчев              | Ірина Дімітрова Нелі Недялкова        | Аттіла Надь Чілла Форіан            |
| 1992 | Рене Валентін       | Метте Андерсен      | Рене Валентін Ларс Уре                      | Беате Деяко Петра Ірсара              | Ларс Уре Метте Андерсен             |
| 1993 | Ніколас Піссіс      | Діана Кнекна        | Юрай Брестовський Ярослав Гелес             | Беате Деяко Сьюзі Карневале           | Ніколас Піссіс Діана Кнекна         |
| 1994 | Не проводився       | Не проводився       | Не проводився                               | Не проводився                         | Не проводився                       |
| 1995 | Клаус Раффайнер     | Марія Гр Італіано   | Ніколас Піссіс Антоніс Ладзару              | Барбара Фаяцца Марія Гр Італіано      | Луїджі Іцо Сільві Карневале         |
| 1996 | Rashad Khakhan      | Діана Кнекна        | Ясен Борисов Лупен Панов                    | Діана Кнекна Елена Ясонос             | Бу Вендель Ніна Мессман             |
| 1997 | Тодор Велков        | Світлана Цільберман | Паз Бен-Сві Денні Шнайдерман                | Світлана Цільберман Ширлі Даніель     | Леон Пугач Світлана Цільберман      |
| 1998 | Константін Добрев   | Діана Кнекна        | Ларс Нільсен Петер Єнсен                    | Діана Колева Раїна Цветкова           | Константін Добрев Діана Кнекна      |
| 1999 | Теодорос Велкос     | Петя Неделчева      | Теодорос Велкос Вассіліос Велкос            | Ніна Мессман Карін Кнудсен            | Петер Єнсен Ніна Мессман            |
| 2000 | Константін Добрев   | Маргаріта Младенова | Любен Панов Константін Добрев               | Діана Дімова Добрінка Смілянова       | Леон Пугач Світлана Цільберман      |
| 2001 | Теодорос Велкос     | Катажина Красовська | Afshin Bozorgzadeh Ali Shahhosseini         | Діана Кнекна Марія Іоанну             | Петер Єнсен Марія Іоанну            |
| 2002 | Георгі Петров       | Катажина Красовська | Георгі Петров Юліан Хрістов                 | Діана Кнекна Марія Іоанну             | Юліан Хрістов Діана Дімова          |
| 2003 | Даніель Дамгард     | Катажина Красовська | Петер Гасбак Сімон Молююхус                 | Каріна Соренсен Метту Мелькер         | Сімон Молююхус Каріна Соренсен      |
| 2004 | Петр Кукал          | Філіпа Ламі         | Брюс Топпінг Марк Топпінг                   | Ванья Лега Філіпа Ламі                | Нуну Сантуш Телма Сантуш            |
| 2005 | Даніель Дамгард     | Ліне Ісберг         | Даніель Дамгард Єспер Говгард               | Ліне Ісберг Мія Нільсен               | Єспер Говгард Мія Нільсен           |
| 2006 | Петер Міккельсен]   | Анне Марі Педерсен  | Міккель Дельбо Ларсен Якоб Кеміц            | Вені Рахмаваті Елоді Емар             | Светослав Стоянов Елоді Емар        |
| 2007 | Chetan Anand        | Каті Тольмофф       | Крістіан Ларсен Крістіан Йон Сковгард       | Jwala Gutta Shruti Kurian             | Chetan Anand Jwala Gutta            |
| 2008 | Каспер Іпсен        | Камілла Овергард    | Магнус Інгі Хельгасон Хельгі Йоганнессон    | Марія Гельсбоель Анне Скельбек        | Петер Мерк Марія Гельсбоель         |
| 2009 | Сімон Манурі        | Шпела Сільвестер    | Крістофер Брун Єнсен Мортен Т. Кронборг     | Анастасія Чернякова Наталія Пермінова | Генрі Тем Донна Гелідей             |
| 2010 | Віктор Аксельсен    | Кароліна Марін      | Didit Juang Indrianto Seiko Wahyu Kusdianto | Роміна Габдулліна Євгенія Косецька    | Ніклас Нор } Лена Гребак            |